# Italienische Konzession von Tientsin

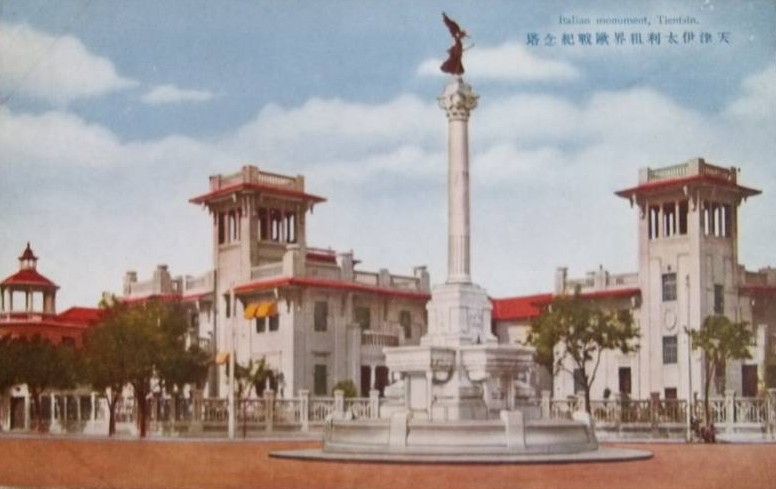
Italienisches Denkmal des Ersten Weltkriegs und die Piazza Regina Elena in der italienischen Konzession von Tientsin (etwa 1935)

Die italienische Konzession von Tientsin war ein italienischer Kolonialbesitz in China, der von 1901 bis 1947 vom Königreich Italien verwaltet wurde. Die Konzession war das Ergebnis der Beteiligung der italienischen Truppen an der Unterdrückung des Boxeraufstands und wurde mit der Zwangsunterzeichnung des Boxerprotokolls durch die Qing-Regierung am 7. September 1901 gegründet.
Die Fläche betrug 458.000 m² und war eine der kleinsten chinesischen territorialen Konzessionen an ausländische Mächte. Das Gebiet bestand aus den unmittelbaren östlichen Vororten von Tianjin und Land am linken Ufer des Hai He. Die italienische Konzession lag zwischen der österreichisch-ungarischen und der russischen Konzession.

## Geschichte

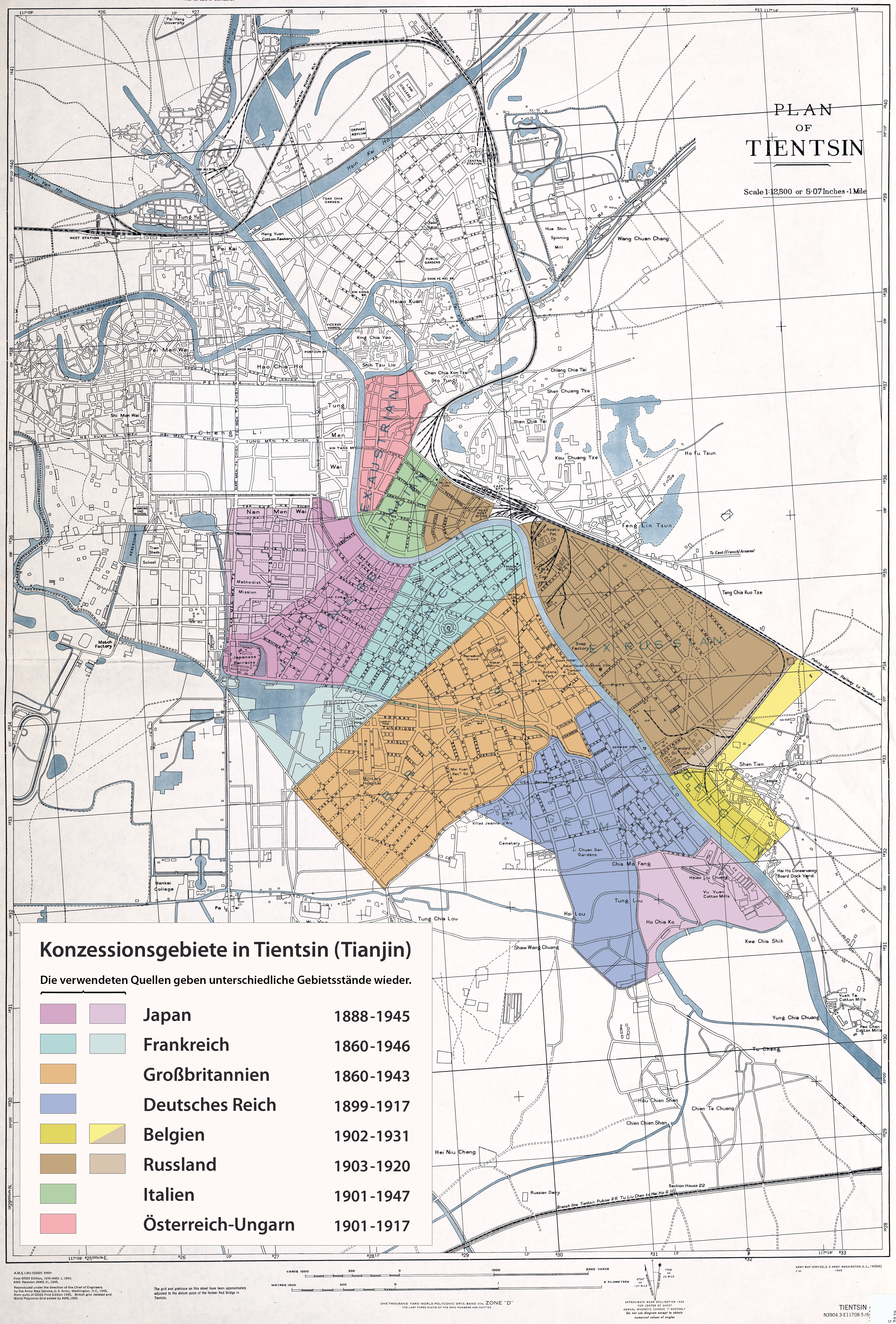
Karte der Konzessionsgebiete in Tientsin 1912 (Grün: Italienische Konzession)

Tianjin erlangte seine Bedeutung aufgrund seiner strategischen geopolitischen Lage als Hafen des etwa 120 Kilometer nordwestlich gelegenen Pekings. Nach der Niederlage Chinas im Ersten Opiumkrieg setzte Großbritannien die Öffnung chinesischer Hafenstädte durch, darunter Tianjin. Der Hafen von Tianjin wurde 1860 als Vertragshafen („Treaty Port“) als Ergebnis der ungleichen Verträge eröffnet, als dort die Konzessionen für Großbritannien, Frankreich und die Vereinigten Staaten errichtet wurden.
Während des Boxeraufstands im Jahr 1900 wurde das Pekinger Gesandtschaftsviertel mehrere Monate durch die Boxer belagert. Nachdem die Daily Mail am 16. Juli 1900 unter dem Titel „The Peking Massacre“ einen fiktiven Bericht veröffentlichte, nach dem alle Weißen im Gesandtschaftsviertel getötet worden waren, beschlossen die europäischen Regierungen sowie Japan und die Vereinigten Staaten eine Strafexpedition gegen China. Auch Italien beschloss, ein Militärkontingent nach China zur Bekämpfung des Boxeraufstands zu senden. Italien gehörte damit den Vereinigten acht Staaten an, einer Allianz bestehend aus den Staaten Italien, Vereinigte Staaten, Frankreich, Österreich-Ungarn, Japan, Deutsches Reich, Vereinigtes Königreich und Russland.

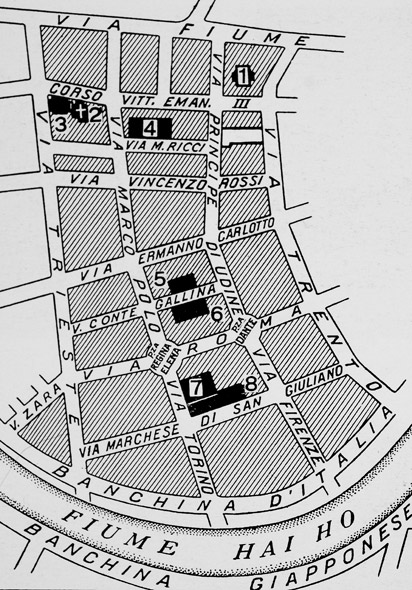
Karte des italienischen Konzessionsgebietes

Nachdem die Belagerung durch die Acht-Nationen-Allianz nach der Schlacht von Peking aufgehoben worden war, erhielten die Nationen der Vereinigten acht Staaten das Recht, Truppen zu stationieren, um ihre Gesandtschaften gemäß den Bestimmungen des Boxerprotokolls zu schützen. Darüber hinaus erhielt Italien die Konzession in Tientsin, südöstlich von Peking. Die Konzession wurde von einem Gouverneur verwaltet, der zunächst dem Außenministerium und ab 1912 dem Kolonialministerium unterstellt war. Offiziell wurde die Konzession 1902 errichtet, aber die Besetzung des Gebiets durch italienische Truppen fand bereits im Januar 1901 statt. Die Erlaubnis dazu hatte der italienische Außenminister Giulio Prinetti erteilt. Erster Gouverneur von 1901 bis 1903 wurde der Diplomat und Historiker Cesare Poma aus Biella. Er veröffentlichte die erste italienische Zeitung, die in China gedruckt wurde, das Bollettino italiano dell’Estremo Oriente.
Nach verschiedenen Quellen lebten 1902 zwischen 13.700 und 17.000 Menschen in der Konzession. Die meisten waren chinesische Staatsbürger. 1935 war die Einwohnerzahl auf etwa 6.300 Einwohner gefallen, darunter 392 Italiener und etwa 150 Ausländer anderer Nationen.
Österreich-Ungarn war während des Ersten Weltkriegs nicht in der Lage, die Kontrolle über seine Konzession, die direkt an die italienische Konzession grenzte, zu behalten, und verzichtete am 10. September 1919 auf alle Ansprüche. Daraufhin beantragte Italien die Kontrolle über die österreichisch-ungarische Konzession, was aber abgelehnt wurde. Während des Bürgerkriegs von 1927 bis 1928 besetzten italienische Einheiten das Gebiet der österreich-ungarischen Konzession, zogen sich aber nach kurzer Zeit zurück.
Im Zweiten Weltkrieg wurden italienische Truppen in der Konzession stationiert. 1943 hatte die Konzession eine Besatzung von etwa 600 italienischen Soldaten. Am 10. September 1943 wurde die Konzession von Japan besetzt. Mussolini übereignete die Konzession an die von Japan eingesetzte neuorganisierte Regierung der Republik China, die aber weder von der Republik China noch vom Königreich Italien offiziell anerkannt wurde. Erst in der Nachkriegszeit, am 10. Februar 1947, wurde sie von Italien offiziell an China abgetreten.

## Architektur in Tientsin
Auf einer Konferenz der „Orientalistischen Geographen“ im September 1910 zum Gedenken an den Jesuitenpater Matteo Ricci (1552–1610), einen der bekanntesten Missionare Chinas und Begründer der neuzeitlichen Chinamission, hielt Luigi Sborlino eine Rede über „Die italienische Konzession in Tientsin“. Darin entwarf er ein Bild dessen, was tatsächlich in den nächsten Jahrzehnten geschah:

„In wenigen Monaten soll unsere Konzession mit zahlreichen Häusern im europäischen Stil komfortabel und schön ausgestattet sein. Wir können uns diese zweistöckigen Häuser vorstellen, einige mit Blick auf große Boulevards mit Bürgersteigen, andere umgeben von hübschen Gärten und kleinen, mit Veranden geschmückten Gemüsegärten, die von unseren Landsleuten bewohnt werden, die aktiv Industrie- und Gewerbebetriebe betreiben sowohl lokal als auch international.“

Die ehemaligen Konzessionen in Tientsin wurden während der Kolonialzeit von den jeweiligen Nationen mit typischer Architektur bebaut. So liegen auf wenigen Kilometern verschiedene Baustile wie schlossähnliche Gebäude im deutschen Stil, italienische Plätze mit Springbrunnen, Pariser Cafés und französische und englische Gärten nebeneinander. In China wird Tianjin daher auch als „ständige Ausstellung der Weltarchitektur“ bezeichnet.

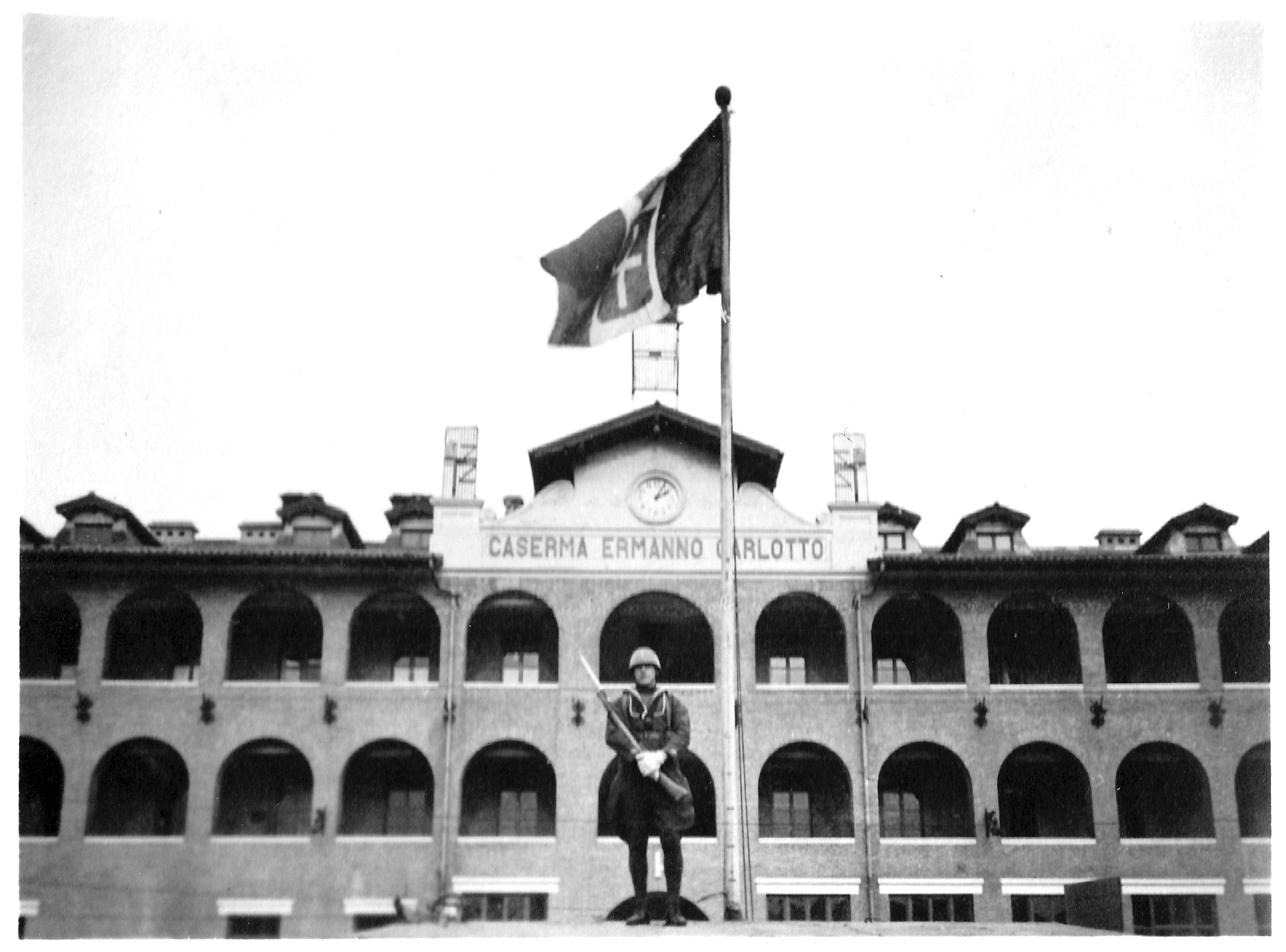
Ansicht der Ermanno-Carlotto-Kaserne, Hauptgebäude der italienischen Streitkräfte in Tientsin, um 1939
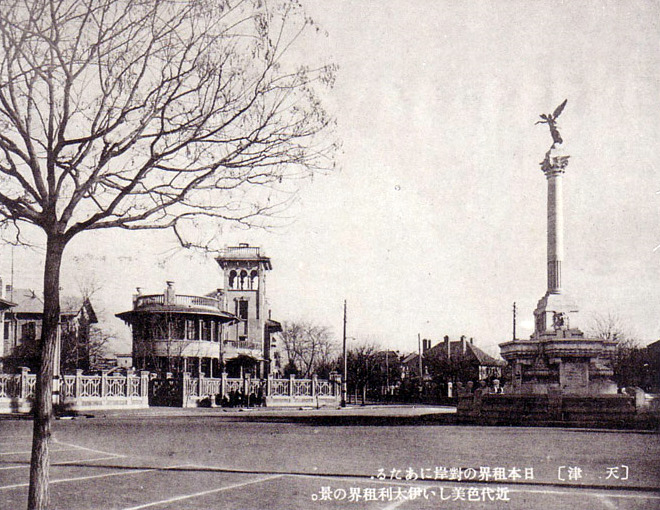
Piazza Regina Elena (heute Piazza Marco Polo)
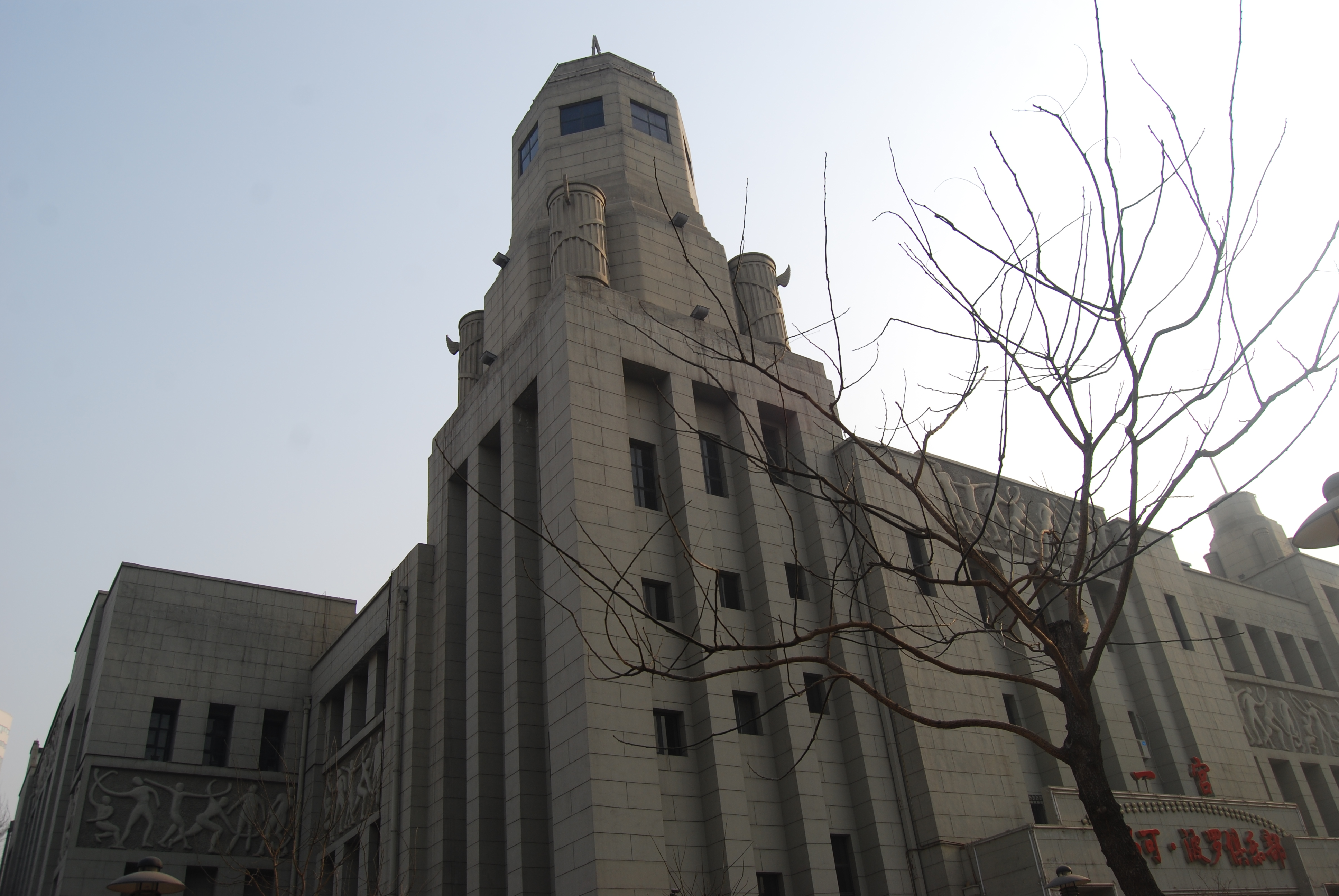
Haus der italienischen Kultur (heute ein Sportzentrum)
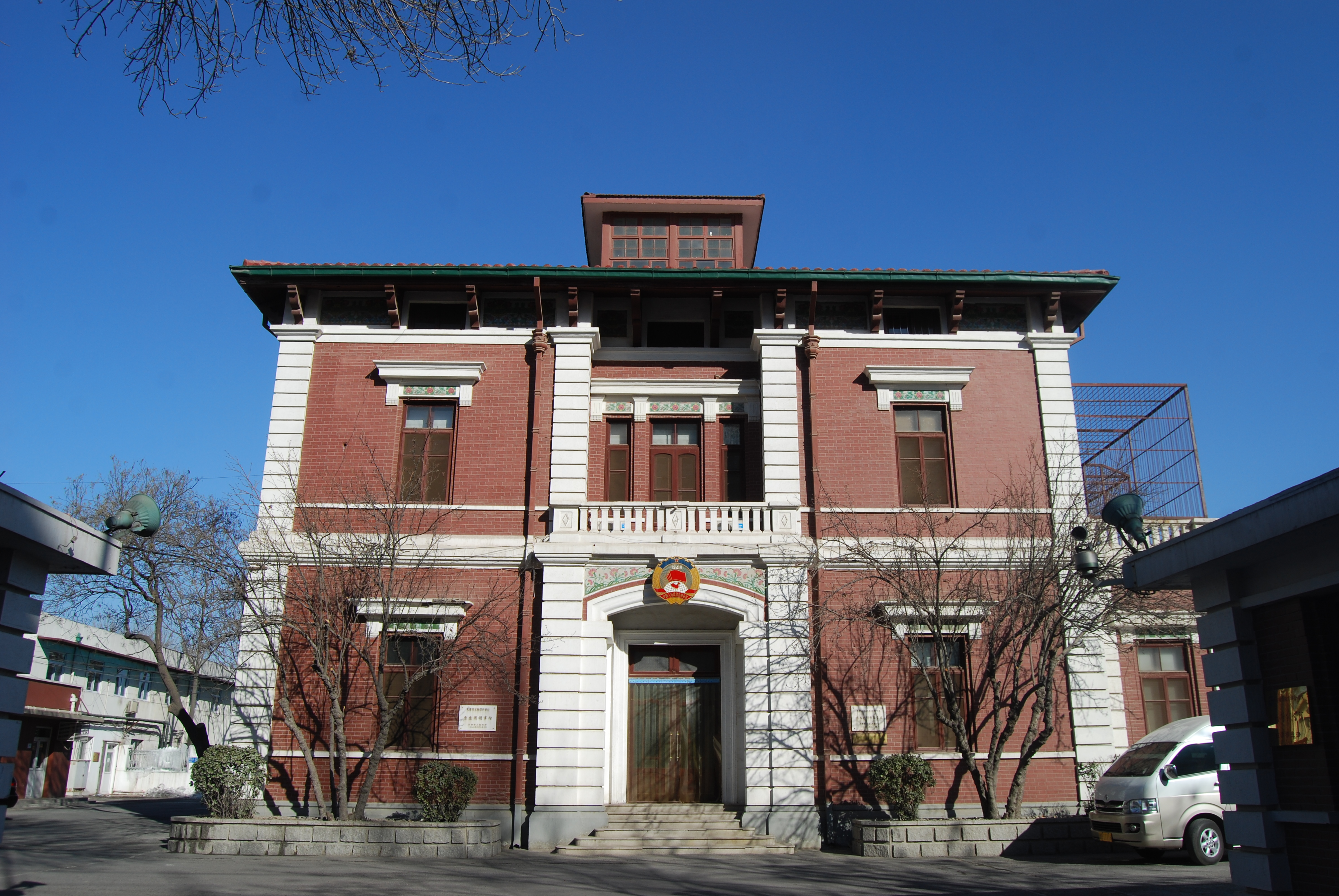
Früheres italienisches Konsulat von Tientsin, früher Sitz des Gouverneurs
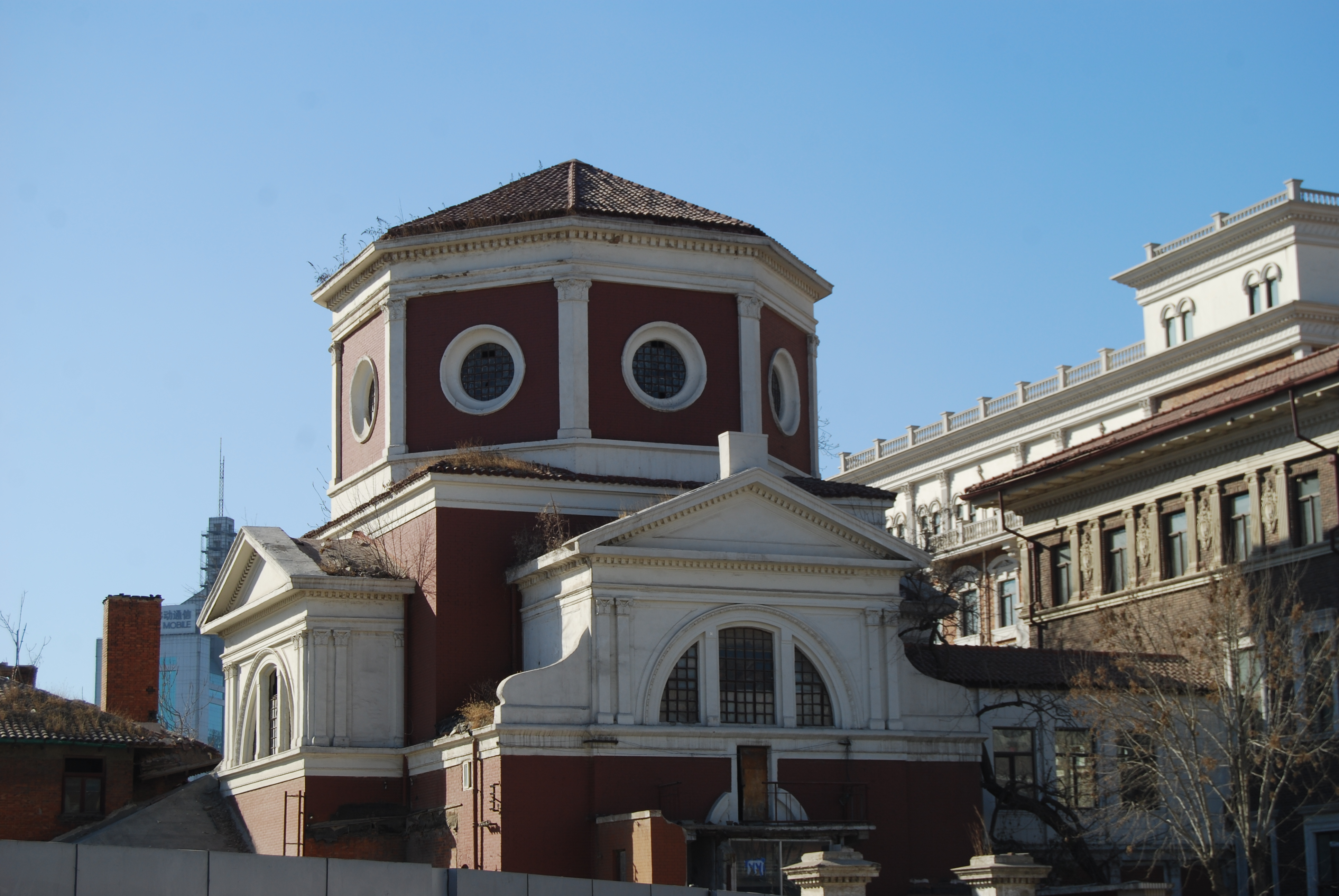
Kirche vom Heiligen Herz, die unter der Leitung der Franziskaner stand
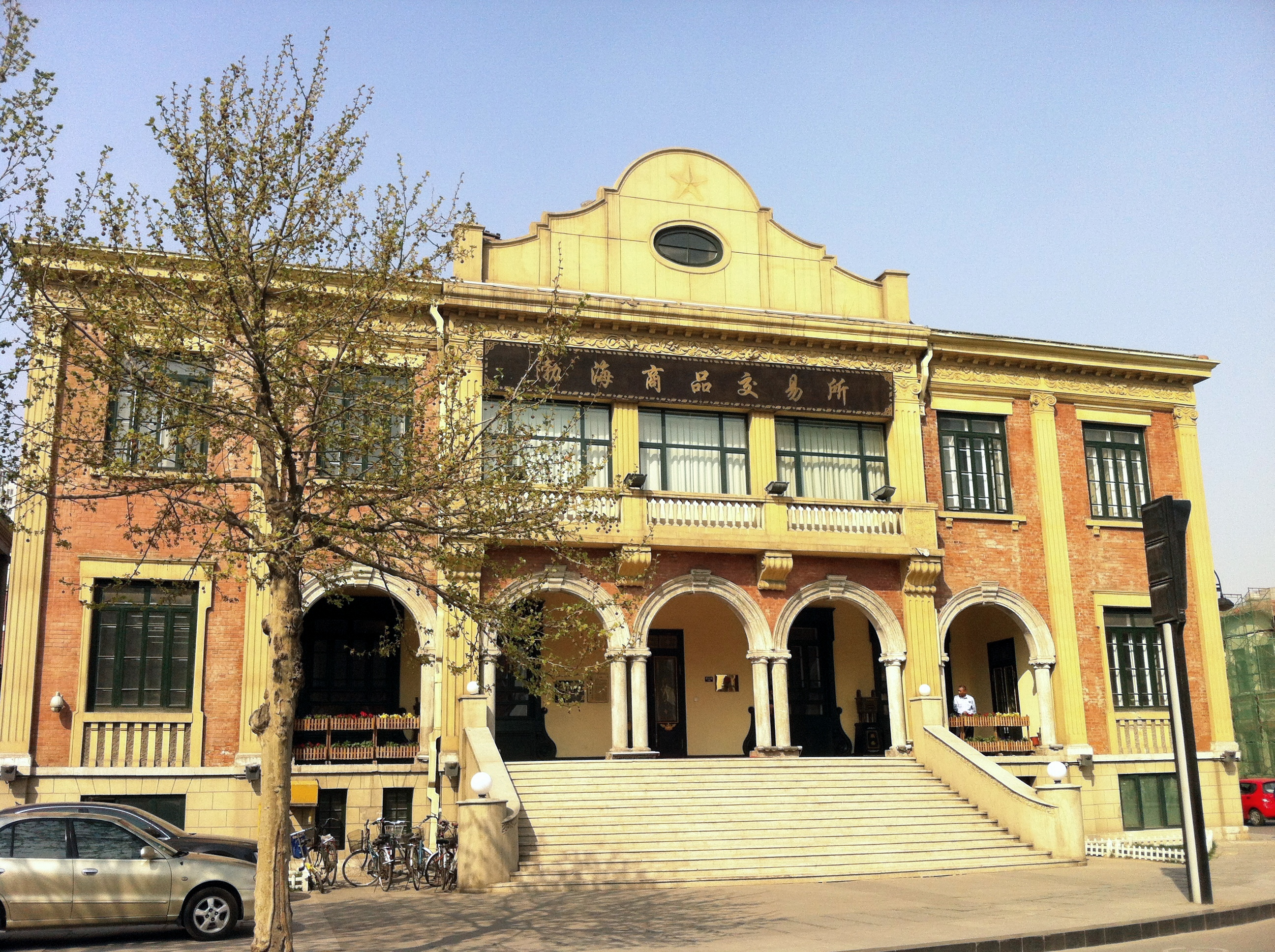
Früheres Wohnhaus von Cao Kun
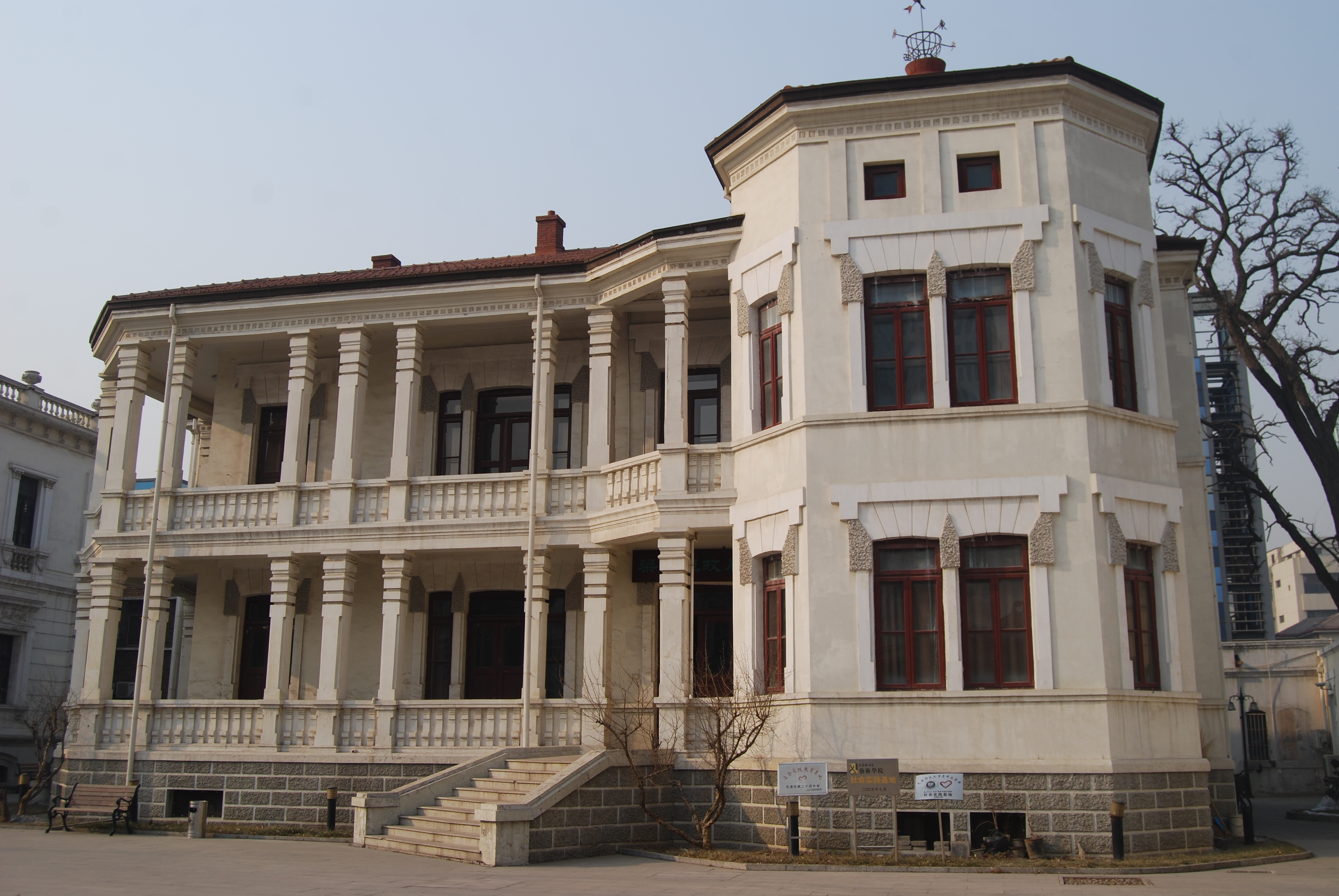
Früheres Wohnhaus von Liang Qichao (1873–1929) in der italienischen Konzession

Heute werden die italienischen Villen vorwiegend von Unternehmen zu Repräsentationszwecken genutzt. Etwa Mitte der 1990er Jahre begann die Stadterneuerung des ehemaligen Konzessionsgebiets. Heute ist die italienische Konzession auch bekannt als Yishi Fengqingqu (etwa: malerisches Viertel im italienischen Stil).

## Liste der Gouverneure der Konzession von Tientsin
- Cesare Poma (1901–1904)
- Giuseppe Chiostri (1904–1906)
- Oreste Da Vella (1906–1911)
- Vincenzo Fileti (1912–1920)
- Marcello Roddolo (1920–1921)
- Luigi Gabrielli di Quercita (1921–1924)
- Guido Segre (1925–1927)
- Luigi Neyrone (1927–1932)
- Filippo Zappi (1932–1938)
- Ferruccio Stefenelli (1938–1943)